# Liste der Einträge im National Register of Historic Places im Daviess County (Missouri)

Lage des Daviess County in Missouri

Die Liste der Einträge im National Register of Historic Places im Daviess County in Missouri führt die Bauwerke und historischen Stätten im Daviess County auf, die in das National Register of Historic Places aufgenommen wurden.
| [ 3 ] | Name                                               | Bild                                               | Eintragsdatum        | Lage                                                   | Ort      | Beschreibung |
| ----- | -------------------------------------------------- | -------------------------------------------------- | -------------------- | ------------------------------------------------------ | -------- | ------------ |
| 1     | Daviess County Courthouse                          | Daviess County Courthouse                          | 1980 ID-Nr. 80002350 | Public Square 39° 54′ 55″ N, 93° 57′ 44″ W             | Gallatin |              |
| 2     | Daviess County Rotary Jail and Sheriff’s Residence | Daviess County Rotary Jail and Sheriff’s Residence | 1990 ID-Nr. 90000131 | 310 West Jackson 39° 54′ 55″ N, 93° 57′ 50″ W          | Gallatin |              |
| 3     | A. Ray Taylor House                                | A. Ray Taylor House                                | 1982 ID-Nr. 82003135 | 212 West Van Buren Street 39° 54′ 48″ N, 93° 57′ 50″ W | Gallatin |              |